# Деймер, Энн Сеймур
Энн Сеймур Деймер, урождённая Конвей (англ. Anne Seymour Damer; 8 ноября 1748, Севенокс — 28 мая 1828, Лондон) — английский скульптор, одна из первых женщин-скульпторов Великобритании.

## Биография и творчество
Энн Сеймур Конвей родилась в 1748 году в Севеноксе. Она была единственной дочерью фельдмаршала Генри Сеймура Конвея и его жены Каролины Кэмпбелл, дочери 4-го герцога Аргайла. Детство Энн прошло в фамильном доме в Беркшире. Её родители много путешествовали, и в это время за девочкой присматривал родственник и друг семьи Хорас Уолпол.
Энн Конвей начала заниматься скульптурой под влиянием Дэвида Юма, служившего секретарём у её отца. 14 июня 1767 года она вышла замуж за Джона Деймера, старшего сына лорда Мильтона. Брак оказался неудачным и через семь лет распался. Деймер, полностью растратив приданое жены и собственное наследство, в 1776 году покончил с собой. Детей у супругов не было.

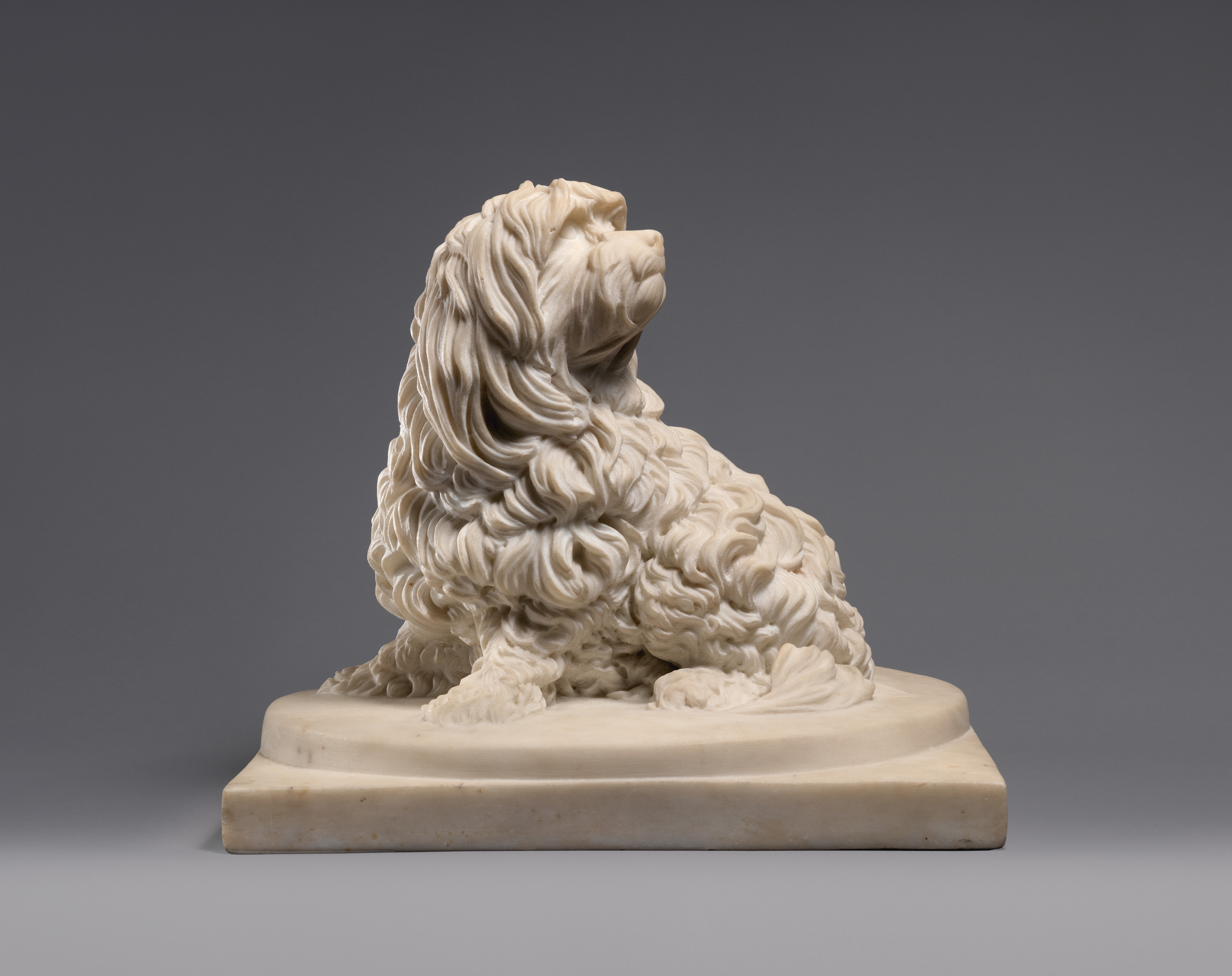
Болонка. Каррарский мрамор, ок. 1782

После смерти мужа Энн Сеймур возобновила свои занятия скульптурой, при горячей поддержке Уолпола, высоко ценившего её искусство. Так, он писал об одной из её скульптур, изображавшей лохматую собачку:

Её болонка, выполненная в натуральную величину, не просто живая — в завитках её шерсти ощущаются лёгкость и мягкость, которых, казалось, нельзя было достичь в терракоте; она может посоперничать с мраморной скульптурой Бернини из королевской коллекции.
Оригинальный текст (англ.)Her shock-dog, large as life, and only not alive, has a looseness and softness in the curls that seemed impossible to terra cotta; it rivals the marble one of Bernini in the royal collection.

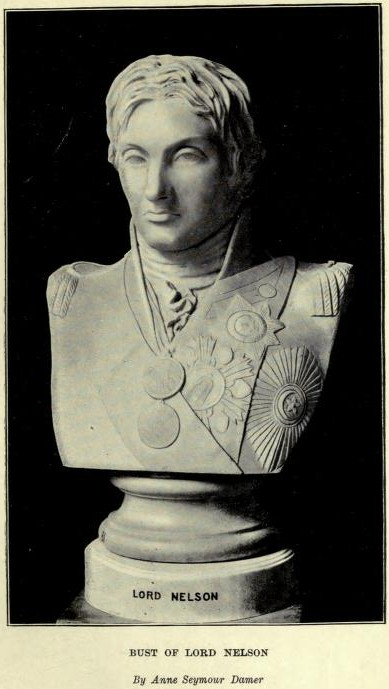
Бюст Нельсона работы Энн Деймер

Энн была знакома со многими выдающимися людьми своего времени, включая Жозефину Богарне, через которую познакомилась с Наполеоном. Она также встречалась с Нельсоном, которого считала величайшей личностью своего времени, и сделала его скульптурный портрет.
Энн Сеймур не была официальным членом Королевской академии художеств, но с 1784 по 1818 год выставляла там свои работы (в общей сложности 32, небольшое количество из числа созданных ей). Помимо скульптуры, она увлекалась театром и принимала участие в любительских постановках. Энн много путешествовала; бывала в Италии, Франции, Испании, Португалии.
После смерти Уолпола в 1797 году Энн унаследовала его поместье и крупную сумму денег. Однако большим поместьем было трудно управлять и, прожив там несколько лет, в 1810 году она вернулась в Лондон. В 1818 году она приобрела дом в Туикенеме, так называемый Йорк-Хаус, и перевезла туда коллекцию своих работ.
Энн Сеймур Деймер умерла 28 мая 1828 года в своём доме в Лондоне и была похоронена рядом со своей матерью в Санбридже (Кент). Согласно её завещанию, её похоронили вместе с инструментами скульптора и костями её любимой собаки, прежде хранившимися в её спальне.
Скульптурное наследие Деймер включает преимущественно портретные бюсты и изображения животных. Ей также принадлежат скульптуры, символизирующие Исиду и Темзу, на мосту в Хенли-он-Темс. Кроме того, Энн Сеймур Деймер является автором романа «Belmour», написанного во время пребывания в Испании и Португалии и опубликованного в 1891 году.